# Арецо (провинция)
Арецо (на италиански: Provincia di Arezzo) е провинция в Италия, разположена в източната част на Тоскана. Площта ѝ е 3232 km², а населението - около 323 000 души (2001). Провинцията включва 36 общини, а административен център е град Арецо.

## Административно деление
Провинцията се състои от 36 общини:
- Арецо
- Ангиари
- Бадия Тедалда
- Бибиена
- Бучине
- Кавриля
- Каполона
- Капрезе Микеланджело
- Кастел Сан Николо
- Кастел Фоконяно
- Кастелфранко Пиандиско
- Кастильон Фибоки
- Кастильон Фиорентино
- Китиняно
- Киузи дела Верна
- Кортона
- Латерина Перджине Валдарно
- Лоро Чуфена
- Лучиняно
- Марчано дела Киана
- Монте Сан Савино
- Монтеварки
- Монтеминяйо
- Монтерки
- Ортиняно Раджоло
- Пиеве Санто Стефано
- Попи
- Пратовекио Стия
- Сан Джовани Валдарно
- Сансеполкро
- Сестино
- Субиано
- Тала
- Терануова Брачолини
- Фояно дела Киана
- Чивитела ин Вал ди Киана